# France au Concours Eurovision de la chanson 1987
La France a participé au Concours Eurovision de la chanson 1987 à Bruxelles, en Belgique. C'est la 30e participation de la France au Concours Eurovision de la chanson.
Le pays est représenté par Christine Minier et la chanson Les mots d'amour n'ont pas de dimanche, sélectionnés via une finale nationale organisée par Antenne 2. La dernière fois qu'une finale nationale fut utilisé comme type de sélection, avant de revenir à la sélection interne jusqu'en 1999.

## Sélection
L'émission de la sélection nationale a eu lieu le 4 avril 1987 à Paris et a été présentée par Marie-Ange Nardi et Patrick Simpson-Jones,,.
Dix chansons ont participé à l'émission. La chanson se qualifiant pour l'Eurovision 1987 est choisie au moyen d'un sondage effectué auprès d'un panel du public, mille téléspectateurs ayant été consultées par téléphone par la Sofres,. 

### Finale nationale
| Ordre | Artiste            | Chanson                                | Points | Place |
| ----- | ------------------ | -------------------------------------- | ------ | ----- |
| 1     | Jacques Payan      | Vivre libre                            | 74     | 7     |
| 2     | Pascale Fontenel   | Bonheur-ordinateur                     | 28     | 10    |
| 3     | Isabelle Gautier   | Ciné-climat                            | 29     | 9     |
| 4     | Patrick Alès       | À tout vent                            | 137    | 3     |
| 5     | Cathy Solo         | Manolito                               | 58     | 8     |
| 6     | Christine Minier   | Les mots d'amour n'ont pas de dimanche | 163    | 1     |
| 7     | Pascal Tafuri      | Délit de fuite                         | 110    | 6     |
| 8     | Marilyne et Marina | Marilyne et Marina                     | 150    | 2     |
| 9     | Joël Barret        | La clef du temps                       | 126    | 5     |
| 10    | Damien Natangelo   | Vivre pour aimer                       | 127    | 4     |

## À l'Eurovision

### Points attribués par la France
| 12 points | Pays-Bas    |
| 10 points | Israël      |
| 8 points  | Danemark    |
| 7 points  | Grèce       |
| 6 points  | Allemagne   |
| 5 points  | Chypre      |
| 4 points  | Norvège     |
| 3 points  | Suède       |
| 2 points  | Yougoslavie |
| 1 point   | Irlande     |

### Points attribués à la France
| 12 points            | 10 points         | 8 points | 7 points | 6 points             |
| -------------------- | ----------------- | -------- | -------- | -------------------- |
| - Luxembourg         | - Irlande         |          |          |                      |
| 5 points             | 4 points          | 3 points | 2 points | 1 point              |
| - Allemagne - Italie | - Grèce - Islande |          | - Suisse | - Norvège - Pays-Bas |

Christine Minier interprète Les mots d'amour n'ont pas de dimanche en 15e position lors du concours suivant le Royaume-Uni et précédant l'Allemagne. Au terme du vote final, la France termine 14e sur 22 pays, obtenant 44 points.